# 1983 en Alberta
Chronologie de l'Alberta
- 1979
- 1980
- 1981
- 1982
- 1983
- 1984
- 1985
- 1986
- 1987

Cette page concerne des événements qui se sont produits durant l'année 1983 dans la province canadienne de l'Alberta.

## Politique
- Premier ministre : Peter Lougheed (Parti progressiste-conservateur)
- Chef de l'Opposition: Grant Notley (en) (Nouveau Parti démocratique)
- Lieutenant-gouverneur: Frank C. Lynch-Staunton (en)
- Législature: 19e (en)

## Événements
- Mise en service :
  - du 635 8 Avenue SW, immeuble de bureaux de 102 mètres de hauteur situé à Calgary[1].
  - de la Manulife Place, tour de bureaux de 146 mètres de hauteur située à Edmonton[2].
  - du Monenco Place, immeuble de bureaux de 115 mètres de hauteur situé 801 6 Avenue SW à Calgary[3].
  - du Saddledome, stade olympique de 20 000 places situé 1600 4th South Street SE à Calgary[4].
  - de la Suncor Energy Centre - East Tower également appelée Petro-Canada Centre - East Tower, immeuble de bureaux de 130 mètres de hauteur située 111 5 Avenue SW à Calgary[5].
  - de la Suncor Energy Centre - West Tower également appelée Petro-Canada Centre - West Tower, immeuble de bureaux de 215 mètres de hauteur située 150 6 Avenue SW à Calgary[6].
  - de la WaterMark Tower, immeuble de bureaux de 102 mètres de hauteur située 530 8 Avenue SW à Calgary[7].
  - de la Western Canadian Place North tour de bureaux de 164 mètres de hauteur située 707 8 Avenue SW à Calgary[8].
  - de la Western Canadian Place North, tour de bureaux de 128 mètres de hauteur située 700 9 Avenue SW à Calgary[9].

- Février : création du carnaval d'hiver du hameau de Saint-Isidore[10].

- Juin :  
  - mise en service de la  Bay/Enterprise Square LRT Station, station de métro d'Edmonton[11].
  - mise en service de la Corona LRT Station, station du métro d'Edmonton[12].

## Naissances

### Février
- 8 février : Duncan Milroy (né à Edmonton), joueur professionnel canadien de hockey sur glace[13],[14].
- 26 février : Erin McLeod, née à Saint-Albert, joueuse canadienne de soccer (football) évoluant au poste de gardienne de but. Elle joue en 2015 pour le Dash de Houston dans la National Women's Soccer League. Elle est membre de l'Équipe du Canada de soccer féminin (110 sélections en date du 30 juin 2015).

### Avril
- 1 avril : Warren Shouldice, né à Calgary, skieur acrobatique canadien spécialisé dans les épreuves de saut acrobatique.
- 11 avril : Jennifer Heil, née à Spruce Grove,skieuse acrobatique canadienne. Elle a gagné l'épreuve des bosses féminines aux Jeux olympiques d'hiver de 2006 à Turin puis prend la médaille d'argent lors des Jeux olympiques d'hiver de 2010 à Vancouver.
- 25 avril : Chad Bassen (né à Strathmore, joueur professionnel canadien de hockey sur glace et allemand. Son grand père joue également au hockey est Hank Bassen et ses oncles Bob Bassen et Mark Bassen[15].

### Mai
- 8 mai : Darren Reid (né à Lac La Biche), joueur professionnel canadien de hockey sur glace. Il évoluait au poste d'ailier droit[16].
- 14 mai : Clay Plume (né à Stand Off) est un joueur professionnel canadien de hockey sur glace.

### Juillet
- 18 juillet : Paul Stutz, né à Banff,  skieur alpin canadien.

### Septembre
- 1 septembre : Jeff Woywitka (né à Vermilion), joueur professionnel de hockey sur glace évoluant à la position de défenseur.
- 23 septembre : Joffrey Lupul (né à Fort Saskatchewan), joueur professionnel de hockey canadien.
- 27 septembre : Jay Daniel Bouwmeester (né à Edmonton), joueur professionnel canadien de hockey sur glace. Il est sélectionné au troisième rang par les Panthers de la Floride du repêchage d'entrée de 2002 dans la Ligue nationale de hockey. Il joue actuellement pour les Blues de Saint-Louis. Il est cinquième dans l'histoire de la LNH pour le plus grand nombre de matchs consécutifs avec 737 matchs.
- 29 septembre : Nathan Lawson (né à Calgary), joueur professionnel de hockey sur glace[17],[18].

### Octobre
- 3 octobre : Meghan Heffern,  actrice canadienne née  à Edmonton. Elle réside maintenant à Toronto. Elle est surtout connue pour son rôle d'Ashley dans American Pie : Campus en folie.
- 7 octobre : Scottie Upshall (né à Fort McMurray), joueur professionnel canadien de hockey sur glace[19].

### Novembre
- 1 novembre : Jermaine Bucknor, né à Edmonton, joueur canadien de basket-ball. Il évolue au poste d'ailier.
- 16 novembre : Adam Enright, né à Rosalind, est un curleur canadien.
- 19 novembre : Chandra Crawford (née à Canmore), fondeuse canadienne.

### Décembre
- 17 décembre : Erik Christensen (né à Leduc[20]), joueur professionnel de hockey sur glace en Amérique du Nord.
- 31 décembre : Kimiko Zakreski, née à Saint Albert, snowboardeuse canadienne spécialisée dans les épreuves de parallèle (slalom et géant).